# Internationales Hamburger Hallenfußballturnier
Das Internationale Hamburger Hallenfußballturnier war eine Sportveranstaltung, die zwischen 1987 und 2012 in der Sporthalle Hamburg ausgetragen wurde. Das Turnier war wegen wechselnder Namensgeber als Ratsherrn-Cup (1988 bis 2001), Astra-Cup (2001 bis 2003), Salzbrenner-Cup (2003 bis 2008) und Schweinske-Cup (2008 bis 2012) bekannt. Mit neun Turniersiegen war der FC St. Pauli, der an jeder Auflage teilnahm, am erfolgreichsten.
Das Turnier, welches der Hamburger Fußball-Verband als „familiär-menschlich“ und als „Spektakel mit Herz“ einstufte, wurde als das Lebenswerk des 2020 verstorbenen Horst Peterson angesehen.

## Geschichte

### 1980er Jahre
Bei der Erstauflage des Turniers im Februar 1987 trat offiziell der FC St. Pauli als Veranstalter auf, Hauptgeldgeber war die Vermögensanlagengesellschaft EFC, für die Organisation und Durchführung war hauptverantwortlich Joachim Dipner (ehemaliger Geschäftsführer des FC St. Pauli) zuständig. Knapp 7000 Zuschauer besuchten das erste Turnier, als Hallensprecher war Jörg Wontorra im Einsatz, es wurden Preisgelder in Höhe von 65 000 D-Mark ausgeschüttet, davon 30 000 an den Sieger. Im Rahmen der ersten Austragung kam es vor der Sporthalle Hamburg zu gewalttätigen Auseinandersetzungen zwischen Anhängern des Hamburger SV und von Werder Bremen, die Polizei rückte mit mehreren Mannschaftswagen an. Die einzige ausländische Mannschaft bei der Erstauflage war FCS Tirol mit dem früheren deutschen Nationalspieler Hansi Müller.
Das Unternehmen EFC zog sich nach dem ersten Turnier als Geldgeber zurück, offiziell wurden Terminschwierigkeiten als Grund für die Nichtfortführung der Veranstaltung unter Leitung von EFC und von Organisator Dipner angegeben. Der Sportartikel-Händler Horst Peterson nahm die Austragung eines international besetzten Hallenturniers an selber Stelle auf, knüpfte somit an das 1987er Turnier an und hatte fortan Organisation sowie Turnierleitung inne. Beim Turnier 1988, für das die Elbschloss-Brauerei mit ihrer Marke Ratsherrn als Hauptgeldgeber gewonnen wurde, lag das Preisgeld für die siegreiche Mannschaft bei 5000 D-Mark, der Etat der Veranstaltung lag bei rund 80 000 D-Mark. Die Zuschauerzahl betrug 3500. Der Hamburger SV nahm nicht teil, sondern bestritt gleichzeitig ein Hallenturnier in Herne. Mit Baník Ostrau gab es 1989 erstmals einen ausländischen Turniersieger. Bei der dritten Austragung kam es erneut zu einer Schlägerei. Vor der Veranstaltung 1989 war die Veranstaltung vom Deutschen Fußball-Bund in den Rang eines Turniers erhoben worden, bei dem die Mannschaften Punkte für die Teilnahme am Hallen-Masters sammeln konnten.

### 1990er Jahre
1990 wurde das Teilnehmerfeld auf acht Mannschaften erweitert und war international geprägt. Der Turniersieger erhielt 10 000 D-Mark. Mit Lokomotive Leipzig nahm ein Verein aus der Deutschen Demokratischen Republik teil. Eine weitere Neuerung: Bei einem Vorturnier mit Amateurmannschaften wurde ein Teilnehmer ermittelt, dies wurde der VfL Pinneberg. Dem FC St. Pauli gelang nach 1988 der zweite Turniersieg, die Hamburger stellten mit Dirk Zander (7 Treffer) auch den Torschützenkönig.
1992 gingen zum zweiten Mal in der Turniergeschichte mit dem Hamburger SV und dem FC St. Pauli beide Hamburger Profimannschaften an den Start, die Veranstaltung war an beiden Tagen mit 4500 Besuchern ausverkauft. Als bester Spieler des Turniers und erfolgreichster Torschütze wurde Waleri Karpin vom Sieger Spartak Moskau ausgezeichnet.
Bei der siebten Auflage im Jahr 1993 wurde mit zehn Mannschaften gespielt, der Etat der Veranstaltung lag bei 450 000 D-Mark und das Preisgeld für den Sieger (erneut Spartak Moskau) bei 10 000 D-Mark. Spartak lief unter anderem mit Stanislaw Tschertschessow und Wladimir Bestschastnych auf. Das Turnier war vom Deutschen Fußball-Bund weiterhin als Qualifikationsturnier für das Hallen-Masters anerkannt. Wie im Vorjahr wurde Matthias Jahnke vom FC St. Pauli als bester Torwart des Turniers ausgezeichnet, Torschützenkönig wurde mit acht Treffern der Moskauer Dimitri Radtschenko.
1994 kehrten die Veranstalter zur Turnierform mit acht Mannschaften zurück. Spartak Moskau gewann zum dritten Mal in Folge, wie im Vorjahr hieß der Endspielgegner Hamburger SV. Der HSV legte nach der Niederlage Protest ein, da Spartak ein regelwidriges Tor erzielt haben sollte, was die Fernsehaufzeichnung widerlegte. Wladimir Bestschastnych gehörte abermals zu den auffälligsten Spielern des Turniers.
1995 zählte das Hamburger Turnier nicht mehr zu jenen, bei denen es Punkte zur Teilnahme am DFB-Hallenmasters zu erringen gab. Es wurde der Vorwurf laut, die Veranstaltung sei ein Provinzturnier. Gleichzeitig wurde von einem anderen Veranstalter ein Plan zur Ausrichtung eines Hallenturniers in den Hamburger Messehallen ausgearbeitet, wodurch dem von Horst Peterson in der Sporthalle Hamburg veranstalteten Turnier ein finanzkräftiger Konkurrent entstehen würde. Spartak Moskau gewann die 1995er Ausgabe und siegte damit zum vierten Mal in Folge, an beiden Turniertagen wurde beim Kartenverkauf „ausverkauft“ vermeldet. Der Etat der Veranstaltung betrug mittlerweile 600 000 D-Mark. Bester Spieler des Turniers wurde Jörg Albertz vom Hamburger SV.
Das Teilnehmerfeld im Januar 1996 umfasste mit Goldfields SC (Ghana) und dem FC Santos (Brasilien) zum ersten Mal in der Turniergeschichte zwei außereuropäische Mannschaften. Die Veranstalter hatten den Turnieretat auf 900 000 D-Mark aufgestockt und damit so viel Geld wie bei keiner vorherigen Austragung zusammengebracht. Carsten Pröpper vom Sieger FC St. Pauli erhielt die Auszeichnung als bester Spieler.
Unter der Überschrift „Ende des Ratsherrn Cups?“ stellte das Hamburger Abendblatt nach der Austragung im Januar 1997 die Zukunft des Turniers in Frage, bei dem es laut dem zugehörigen Bericht organisatorische Pannen sowie zwei Schlägereien mit drei Festnahmen gab. Des Weiteren wurde die Zukunftsperspektive des Turniers hinterfragt, da in der Bundesliga im Folgejahr eine Verkürzung der Winterpause anstand und die Veranstaltung wieder nicht zu den DFB-Mastersturnieren zählte. 1997 wurden erstmals Teile des Turniers vom DSF in Direktübertragung gesendet.
Im Januar 1998 legten die Veranstalter das Turnier nicht wie in allen Vorjahren aufs Wochenende, sondern auf Mittwoch und Donnerstag. Der Hamburger SV, der ein Antrittsgeld von 50 000 D-Mark erhalten hatte, gewann das Turnier, als bester Spieler der Veranstaltung wurde Thomas Meggle (FC St. Pauli) ausgezeichnet.

### 2000er Jahre
Bei der Austragung im Jahr 2000 fehlte der Hamburger SV, der kurzfristig abgesagt hatte, um stattdessen an einem Hallenturnier in Riesa teilzunehmen. Die angekündigte Teilnahme namhafter Sportler (darunter Michael Stich und Dariusz Michalczewski) an einem Prominenten-Einlagespiel fiel aus, was das Hamburger Abendblatt als „einzigen Schönheitsfehler“ der Veranstaltung einstufte.
2001 hieß das Turnier erstmals Astra-Cup. Der Hamburger SV lief mit einer Mannschaft auf, die aus Profi- und Amateurspielern zusammengesetzt worden war. Torschützenkönig wurde Heine Fernandez (10 Tore) vom Sieger Viborg FF.
Der Name der Veranstaltung wurde nach zwei Jahren erneut geändert, das Turnier trug ab 2003 den Namen Salzbrenner-Cup. 2004 bekam das am Freitag und Samstag, 9./10. Januar 2004, ausgetragene Turnier unmittelbare Konkurrenz, da der Hamburger SV einen Tag später in der Color Line Arena ein Hallenturnier durchführte, das 12 000 Besucher anlockte. Das Vorturnier zum Salzbrenner-Cup, in dem der Teilnehmer aus dem Amateurlager ermittelt wurde, lief 2004 erstmals als Hamburger Hallenmeisterschaft.
Das 2005er Turnier wurde von einem Todesfall überschattet, der sich nahe der Halle ereignete, als ein Mann einen 21-Jährigen erstach, der bei dem Turnier an einem Verkaufsstand gearbeitet hatte. Zwischen den beiden Männern war es zuvor in der Halle zu einem Streit gekommen. Das sportliche Niveau des Turniers im Januar 2006 wurde als schwach eingestuft. Zwischen dem Veranstalter und dem Hamburger SV, der ohne namhafte Spieler angetreten war, kam es zu einer Meinungsverschiedenheit über Absprachen, woraufhin HSV-Präsident Bernd Hoffmann angekündigte, mit dem HSV nie mehr an dem Turnier teilzunehmen.
2007 errang nach fünfjähriger Pause wieder der FC St. Pauli den Turniersieg. „Eine bessere Stimmung kann es bei einem Hallenturnier kaum geben“, urteilte das Hamburger Abendblatt nach der Veranstaltung angesichts der lautstarken Anhängerschaften. 2008 erhielt das Turnier den Namen Schweinske-Cup und wurde anders als in den Vorjahren wieder mit zehn Teilnehmern abgehalten. Als bester Spieler des Turniers wurde Roger Stilz vom SC Victoria Hamburg ausgezeichnet und damit erstmals in der Turniergeschichte der Spieler einer Amateurmannschaft.
Ab 2009 wurde die Veranstaltung von der im Oktober 2008 gegründeten Sport-Peterson-Event GmbH durchgeführt, deren Geschäftsführer Peter Sander war. Der bisherige Turnierleiter Horst Peterson wurde „Ehrenveranstalter“. Sander hatte die Veranstaltungsleistung fortan gemeinsam mit Wolfgang Engelmann inne.

### 2010er Jahre
Anstatt wie bisher zu Jahresbeginn wurde die 25. Austragung des Turniers auf Ende Dezember 2010 gelegt.
Der Hamburger SV sagte vor der 26. Auflage des Turniers im Januar 2012 seine angedachte Teilnahme ab, nachdem dem HSV dies von der Polizei empfohlen worden war, die laut Abschlussbericht der „Arbeitsgruppe zur Aufarbeitung der Geschehnisse rund um den Schweinske-Cup 2012“ „erste Informationen über eventuell mögliche Ausschreitungen im Rahmen des Turniers“ erlangt hatte. Bereits vor dem Auftakt des Turniers kam es laut Hamburger Abendblatt vor der Sporthalle Hamburg zu Gewalttätigkeiten zwischen Anhängern des Hamburger SV, des FC St. Pauli und des VfB Lübeck. Im Anschluss an das erste Turnierspiel kam es laut Abschlussbericht innerhalb der Halle an zwei Orten (Südtribüne, Sanitärbereich) zu körperlichen Auseinandersetzungen zwischen Anhängerschaften. Daraus entwickelten sich, so heißt es im Abschlussbericht, „weitere Ausschreitungen im Umlauf der Sporthalle sowie im Außenbereich und am U-Bahnhof Lattenkamp“. Die Polizei war mit einer Einsatzstärke von rund 250 vor Ort, es kam zum Einsatz von Schlagstöcken, Reizgas und Polizeihunden. Das zweite Turnierspiel musste zweimal unterbrochen werden, da es Ausschreitungen auf den Rängen gab, als Lübecker Anhänger am Block der Anhänger des FC St. Pauli eine Fanklubfahne herunterrissen. Laut Polizei gab es „überall in der Halle“ Gewaltausbrüche. Das Turnier wurde zunächst fortgesetzt, am Freitagabend, den 6. Januar 2012, dann abgebrochen. Laut Abschlussbericht wurden „mehr als 30 Personen verletzt, darunter 14 Polizeibeamte“. 73 Personen wurden in Gewahrsam genommen, von 96 wurde die Identität festgestellt. Laut Polizei waren „230 gewaltbereite St.-Pauli-Fans und rund 100 gewaltbereite Lübecker“ angereist. Der FC St. Pauli warf der Polizei und dem Veranstalter „handwerkliche Fehler“ vor und stufte das Vorgehen der Polizei als „einseitig“ und „überzogen“ ein. Die Polizei verteidigte ihren Einsatz. Der Veranstalter schrieb in einer Stellungnahme von „in dieser Form völlig überraschenden und nicht vorhersehbaren Ausschreitungen zwischen rivalisierenden und gewaltbereiten Fangruppen“. Die später eingerichtete „Arbeitsgruppe zur Aufarbeitung der Geschehnisse rund um den Schweinske-Cup 2012“ wurde von Vertretern des FC St. Pauli, des Hamburger SV, des Vereins Jugend und Sport, der Polizei Hamburg, des Hamburger Fußball-Verbands, der Hamburger Behörde für Inneres und Sport (Abteilung Öffentliche Sicherheit) sowie der Hamburger Behörde für Inneres und Sport (Sportamt) gebildet.
Nach den Vorkommnissen wurde auf weitere Austragungen der Veranstaltung verzichtet. Im Dezember 2012 meldete die Sport-Peterson-Event GmbH Insolvenz an.

## Austragungen
| Jahr                  | Teilnehmer | Endspiel                                                                        | Spiel um den dritten Platz                                                                  | Zuschauer (gesamt) |
| --------------------- | --- | ------------------------------------------------------------------------------- | ------------------------------------------------------------------------------------------- | ------------------ |
| 7./8. Februar 1987    | Hamburger SV VfB Lübeck FC St. Pauli Werder Bremen FCS Tirol Hannover 96                                                                               | Werder Bremen - FC St. Pauli 6:4                                                | Hamburger SV - Hannover 96 7:5                                                              | 7000               |
| 16. Januar 1988       | FC St. Pauli VfB Lübeck VfL Osnabrück Eintracht Braunschweig Odense BK Hannover 96                                                                     | FC St. Pauli - VfL Osnabrück 6:3                                                | Eintracht Braunschweig - Hannover 96 4:3                                                    | 3500               |
| 7. Januar 1989        | FC St. Pauli Brøndby IF Baník Ostrau VfL Bochum VfL Osnabrück 1. FC Saarbrücken                                                                        | Baník Ostrau - FC St. Pauli 5:4                                                 | VfL Bochum - 1. FC Saarbrücken 7:3                                                          | 4200               |
| 6./7. Januar 1990     | FC St. Pauli Lokomotive Leipzig Baník Ostrau ZSKA Sofia FC Luzern Standard Lüttich VfL Osnabrück VfL Pinneberg                                         | FC St. Pauli - Baník Ostrau 6:3                                                 | nicht bekannt                                                                               | 6600               |
| 5./6. Januar 1991     | FC St. Pauli Lokomotive Leipzig Fortuna Düsseldorf Bundeswehr-Auswahl Slavia Prag FC Carl Zeiss Jena Ferencváros Budapest Viktoria Wilhelmsburg-Veddel | Slavia Prag - Bundeswehr-Auswahl 3:2                                            | FC St. Pauli - Carl Zeiss Jena 4:3                                                          | 7000               |
| 11./12. Januar 1992   | FC St. Pauli Hamburger SV Tatabányai Bányász Bundeswehr-Auswahl Slavia Prag Spartak Moskau FC Rot-Weiß Erfurt VfL 93 Hamburg                           | Spartak Moskau - FC St. Pauli 2:1                                               | Slavia Prag - Hamburger SV 6:3                                                              | 9000               |
| 9./10. Januar 1993    | FC St. Pauli Hamburger SV Werder Bremen Bundeswehr-Auswahl Ruch Chorzów Spartak Moskau 1. FC Kaiserslautern Baník Ostrau Hertha BSC SC Condor Hamburg  | Spartak Moskau - Hamburger SV 5:1                                               | Hertha BSC - 1. FC Kaiserslautern 4:2                                                       | 8800               |
| 8./9. Januar 1994     | FC St. Pauli Hamburger SV MVV Maastricht SC Freiburg Tschechische Auswahl Spartak Moskau Trelleborgs FF Raspo Elmshorn                                 | Spartak Moskau - Hamburger SV 5:3                                               | FC St. Pauli - Tschechische Auswahl 8:4                                                     | 9000               |
| 7./8. Januar 1995     | FC St. Pauli Hamburger SV Borussia Mönchengladbach Levski Sofia TSV München 1860 Spartak Moskau IFK Norrköping Raspo Elmshorn                          | Spartak Moskau - IFK Norrköping 4:1                                             | Levski Sofia - Hamburger SV 9:8 nach Neunmeterschießen                                      | 10252              |
| 6./7. Januar 1996     | FC St. Pauli Hamburger SV Goldfields SC FC Santos VfL Wolfsburg Spartak Moskau IFK Norrköping VfL 93 Hamburg                                           | FC St. Pauli - Spartak Moskau 7:3                                               | IFK Norrköping - Hamburger SV 4:1                                                           | 10000              |
| 11./12. Januar 1997   | FC St. Pauli Hamburger SV Fortuna Düsseldorf FC Carl Zeiss Jena 1. FC Köln Slavia Prag Zenit St. Petersburg FC St. Pauli Amateure                      | Slavia Prag - Zenit St. Petersburg 4:3 nach Neunmeterschießen                   | Hamburger SV - Carl Zeiss Jena 7:2                                                          | 8600               |
| 7./8. Januar 1998     | FC St. Pauli Hamburger SV Kongsvinger IL FC Kopenhagen Arminia Bielefeld Slavia Prag Energie Cottbus FC St. Pauli Amateure                             | Hamburger SV - FC Kopenhagen 6:1                                                | FC St. Pauli Amateure - Energie Cottbus 4:3 nach Neunmeterschießen                          | 7800               |
| 7./8. Januar 1999     | FC St. Pauli Hamburger SV FC Aarau Tennis Borussia Berlin Sparta Prag Brann Bergen Újpest Budapest FC St. Pauli Amateure                               | FC St. Pauli - Sparta Prag 3:2                                                  | FC St. Pauli Amateure - FC Aarau 5:4 nach Neunmeterschießen                                 | 8500               |
| 7./8. Januar 2000     | FC St. Pauli Litex Lowetsch 1. FC Nürnberg Viborg FF FSV Mainz 05 RKC Waalwijk Trelleborgs FF FC St. Pauli Amateure                                    | FC St. Pauli - RKC Waalwijk 7:6 nach Neunmeterschießen                          | Trelleborgs FF - FSV Mainz 05; Trelleborg Sieger nach Neunmeterschießen, Ergebnis unbekannt | 6736               |
| 4./5. Januar 2001     | FC St. Pauli Hamburger SV VfB Lübeck Viborg FF Viking Stavanger Roda Kerkrade IFK Norrköping SC Vorwärts-Wacker 04                                     | Viborg FF - FC St. Pauli 6:3                                                    | IFK Norrköping - Hamburger SV 2:0 im Neunmeterschießen                                      | 8300               |
| 5./6. Januar 2002     | FC St. Pauli Hamburger SV Trelleborgs FF Viborg FF Stabæk Fotball Slask Breslau Zenit St. Petersburg 1. SC Norderstedt                                 | FC St. Pauli - Stabæk Fotball 7:2                                               | Hamburger SV - Slask Breslau 4:2                                                            | 9200               |
| 10./11. Januar 2003   | FC St. Pauli Hamburger SV AB Kopenhagen Odense BK Bohemians Prag VfB Lübeck Kroatische Hallennationalmannschaft ASV Bergedorf 85                       | Hamburger SV - Kroatische Hallennationalmannschaft 12:11 nach Neunmeterschießen | VfB Lübeck - Bohemians Prag 4:2 im Neunmeterschießen                                        | unbekannt          |
| 9./10. Januar 2004    | FC St. Pauli VfB Lübeck Kongsvinger IL Esbjerg fB FC Zbrojovka Brünn Trelleborgs FF Team Kroatien Meiendorfer SV                                       | Team Kroatien - Trelleborgs FF 4:1                                              | Kongsvinger IL - VfB Lübeck 4:3 im Neunmeterschießen                                        | 6750               |
| 6./7. Januar 2005     | FC St. Pauli Team Russland Wisła Płock Eintracht Braunschweig Vålerenga Oslo VfB Lübeck Team Kroatien ASV Bergedorf 85                                 | Team Kroatien - FC St. Pauli 10:9 nach Neunmeterschießen                        | unbekannt                                                                                   | 7000               |
| 6./7. Januar 2006     | FC St. Pauli Hamburger SV Kickers Emden Tschechische Auswahl Fredrikstad FK VfB Lübeck Team Kroatien Altona 93                                         | Fredrikstad FK - Tschechische Auswahl 2:1                                       | VfB Lübeck - Team Kroatien 4:2 im Neunmeterschießen                                         | 7300               |
| 12./13. Januar 2007   | FC St. Pauli SV Wilhelmshaven Fortuna Düsseldorf FC Aarau Fredrikstad FK VfB Lübeck LKS Lodz FC St. Pauli II                                           | FC St. Pauli - VfB Lübeck 2:1                                                   | FC Aarau - Fredrikstad FK 3:2 im Neunmeterschießen                                          | 7250               |
| 4./5. Januar 2008     | FC St. Pauli VfL Wolfsburg Team Kroatien SCR Altach Fredrikstad FK Trelleborgs FF VfB Lübeck MFK Chrudim SC Victoria Hamburg USC Paloma Hamburg        | Team Kroatien - VfL Wolfsburg 1:0                                               | MFK Chrudim - Trelleborgs FF 2:1 im Neunmeterschießen                                       | 7600               |
| 9./10. Januar 2009    | FC St. Pauli SpVgg Greuther Fürth Fortuna Düsseldorf SCR Altach Kickers Emden Altona 93 FC Flora Tallinn SV Curslack-Neuengamme                        | SpVgg Greuther Fürth - Fortuna Düsseldorf 7:1                                   | Altona 93 - FC St. Pauli 4:3 im Neunmeterschießen                                           | 6300               |
| 2./3. Januar 2010     | FC St. Pauli Holstein Kiel Rot Weiss Ahlen Esbjerg fB MFK Chrudim FSV Frankfurt Arka Gdynia Nico Hoogma & Friends Kickers Offenbach Meiendorfer SV     | FC St. Pauli - Holstein Kiel 6:4                                                | Rot Weiss Ahlen - Esbjerg fB 3:2 im Neunmeterschießen                                       | 5700               |
| 29./30. Dezember 2010 | FC St. Pauli NK Varteks Varazdin Lyngby BK Brøndby IF FK Olimpik Sarajevo FC Hradec Králové Altona 93 Eintracht Norderstedt                            | FC St. Pauli - Brøndby IF 4:2                                                   | Lyngby BK - FK Olimpik Sarajevo 2:1 im Neunmeterschießen                                    | unbekannt          |
| 6./7. Januar 2012     | FC St. Pauli Respect United FC Midtjylland FC Nordsjælland VfB Lübeck Lyngby BK FC St. Pauli II SC Condor Hamburg                                      | wegen Turnierabbruch nicht ausgetragen                                          | wegen Turnierabbruch nicht ausgetragen                                                      | unbekannt          |